# Apsilochorema tigmatejanam
Apsilochorema tigmatejanam là một loài Trichoptera thuộc họ Hydrobiosidae. Chúng phân bố ở miền Ấn Độ - Mã Lai.